# Pimoa indiscreta
Pimoa indiscreta är en spindelart som beskrevs av Gustavo Hormiga 1994. Pimoa indiscreta ingår i släktet Pimoa och familjen Pimoidae. Inga underarter finns listade i Catalogue of Life.